# 10529 Giessenburg
10529 Giessenburg è un asteroide della fascia principale. Scoperto nel 1990, presenta un'orbita caratterizzata da un semiasse maggiore pari a 2,2505058 UA e da un'eccentricità di 0,2036611, inclinata di 3,69520° rispetto all'eclittica.